# Графланд, Роналд
Роналд Графланд (нидерл. Ronald Graafland; родился 30 апреля 1979, Роттердам) — нидерландский футбольный вратарь, завершивший игровую карьеру.

## Клубная карьера
Роналд Графланд — воспитанник роттердамского «Фейеноорда». В 2000 году голкипер перешёл в «Эксельсиор», который на тот момент выступал в Эрстедивизи. Дебют Графланда состоялся 16 декабря в матче против «Вендама», завершившемся победой «Эксельсиора» со счётом 3:1. В клубе Роналд стал дублёром опытного вратаря Карло Л’Ами. Свою вторую игру в чемпионате 21-летний Графланд сыграл 14 апреля 2001 года против «Дордехта». В этом матче он получил тяжёлую травму головы, столкнувшись со своим одноклубником Рафаэлем Сюпюсепой. Впав в кому, он со временем пришёл в себя, как показало обследование у него был сильный ушиб головного мозга. Реабилитация игрока заняла довольно долгое время, но Графланд не стал завершать спортивную карьеру.
Спустя пять лет, после полученной травмы, Роналд вернулся в футбол. 8 апреля 2005 года, он отыграл весь матч против «Дордехта», а его команда одержала победу с минимальным счётом 1:0. Роналд сыграл в 8 матчах чемпионата и пропустил 16 мячей. Но уже в сезоне 2005/06 Роналд стал основным вратарём клуба и стал победителем Первого дивизиона Нидерландов, однако в следующем сезоне он вновь потерял звание первого вратаря в клубе. В Высшем дивизионе Нидерландов Роналд дебютировал лишь 3 марта 2007 года в гостевом матче против «Витесса», завершившемся победой «Эксельсиора» со счётом 2:3. За два сезона в чемпионате он сыграл 38 матчей.
В сезоне 2008/09 Роналд был в составе клуба «Витесс», он был третьим вратарём после Пита Велтхёйзена и Элоя Рома, но за команду сыграть ему не удалось. 9 сентября 2010 года, Графланд заключил однолетний контракт с амстердамским «Аяксом». После истечения контракта он перешёл в любительский клуб «Капелле», выступающий в Топклассе. В августе 2011 года Роналд стал резервным голкипером «Фейеноорда», заключив с клубом контракт на полтора года.